# Courtenay Taylor
Courtenay Taylor (San Francisco, 19 de julio de 1969) es una actriz estadounidense, más conocida por su rol como actriz de voz en videojuegos, destacando su trabajo en Resident Evil 6 como el personaje de Ada Wong.

## Primeros años y educación
Su nombre de nacimiento es Courtenay Dennis, y nació en San Francisco, California.

## Carrera
Taylor ha trabajado extensamente como actriz, actriz de voz, actriz de televisión y actriz de comerciales. Taylor actuó en 2010 en la comedia francesa Rubber, que fue dirigida por Quentin Dupieux.

## Filmografía

### Cine
| Año  | Título     | Papel         |
| ---- | ---------- | ------------- |
| 2010 | Rubber     | Agente Denise |
| 2012 | 3 Geezers! | Lisa          |

### Televisión
| Año  | Título                   | Papel                                     |
| ---- | ------------------------ | ----------------------------------------- |
| 2000 | Strong Medicine          |                                           |
| 2011 | Regular Show             | Starla/Audrey/etc. (recurrente)           |
| 2017 | OK K.O.! Let's Be Heroes | K.O.                                      |
| 2019 | Love, Death & Robots     | Helen                                     |
| 2023 | The Loud House           | Frances (sin acreditar)                   |
| 2024 | X-Men '97                | Callisto, Niño, Jueza, Darkchylde / Magik |

### Videojuegos
| Año  | Título                                  | Papel                                  |
| ---- | --------------------------------------- | -------------------------------------- |
| 2000 | Star Trek: Starfleet Command III        | Voces adicionales                      |
| 2003 | Star Wars: Knights of the Old Republic  | Juhani                                 |
| 2004 | Vampire: The Masquerade - Bloodlines    | Heather/Damsel/Rosa/Doris              |
| 2004 | EverQuest II                            | Half Elf Merchant y otros              |
| 2004 | Van Helsing                             | Villager/additional voices             |
| 2004 | Four Horsemen of the Apocalypse         | Jesse                                  |
| 2005 | God of War                              | Gemelas                                |
| 2006 | Destroy All Humans! 2                   | Natalya Ivanova, Prudence Kane         |
| 2006 | Justice League Heroes                   | Wonder Woman                           |
| 2006 | Call of Duty 2                          | Soldada Rusa Femenina                  |
| 2007 | Spider-Man 3                            | Shriek                                 |
| 2007 | Supreme Commander                       |                                        |
| 2008 | Saints Row 2                            | C.B. DeCaro/Voces adicionales          |
| 2008 | Iron Man                                | Whitney Frost, Madame Masque           |
| 2008 | Destroy All Humans! Big Willy Unleashed | Natalya Ivanova, Patty Wurst           |
| 2009 | Halo Wars                               | Serina                                 |
| 2010 | Alpha Protocol                          | Scarlet Lake                           |
| 2010 | Mass Effect 2                           | Subject Zero/Jack, Kalara Tomi         |
| 2011 | Skylanders: Spyro's Adventure           | Hex/Voces adicionales                  |
| 2012 | Skylanders: Giants                      | Hex/Voces adicionales                  |
| 2012 | Mass Effect 3                           | Subject Zero/Jack                      |
| 2012 | Resident Evil: Operation Raccoon City   | Ada Wong                               |
| 2012 | Resident Evil Damnation                 | Ada Wong                               |
| 2012 | Resident Evil 6                         | Ada Wong/Carla Radamés                 |
| 2012 | XCOM: Enemy Unknown                     | Soldado XCOM                           |
| 2012 | World of Warcraft: Mists of Pandaria    | Sarannha Skyglaive, Vereesa Windrunner |
| 2013 | The Bureau: XCOM Declassified           | Angela Weaver                          |
| 2013 | Gears of War: Judgment                  | Guardia Femenina Onyx                  |
| 2013 | StarCraft II: Heart of the Swarm        | Broodmother Niadra, Lasarra            |
| 2015 | Fallout 4                               | Female Player (Nora)                   |
| 2016 | Titanfall 2                             | Gates                                  |
| 2019 | The Outer Worlds                        | Ada                                    |